# Little Talks
"Little Talks" é o primeiro single da banda islandesa de indie folk/indie pop rock Of Monsters and Men. A canção foi lançada como o primeiro single de seu álbum de estreia, My Head Is an Animal (2011). Também foi lançado no EP Into the Woods da banda. Foi escrito por Nanna Bryndís Hilmarsdóttir e Ragnar Þórhallsson (da banda Of Monsters and Men) e produzido por Aron Þór Arnarsson. A canção é escrita em tom de ré bemol maior.

## Canção
USA Today descreveu a canção como uma "batida monstro", observando seu "coro galopante" e sua "produção de reverb-pesado". PBS Arts descreveu a canção como "enérgica e contagiante" e letras de mau agouro. De acordo com Nanna Bryndís Hilmarsdóttir, a canção descreve duas pessoas apaixonadas falando umas sobre as outras, dizendo que "talvez uma pessoa não esteja realmente ouvindo a outra." A canção é inspirada em uma casa antiga que ela morou.

## Desempenho comercial
Em agosto de 2011, a Rádio 104,5 da Filadélfia começou a tocar "Little Talks" e impulsionou a banda a popularidade em todo o país nos Estados Unidos. A canção já vendeu mais de 2 milhões de cópias nos Estados Unidos a partir de março de 2013.
"Little Talks" alcançou o número 12 nas paradas britânicas e re-entraram no Top 40 britânico em 2013. A canção atingiu o topo no número 20 no gráfico da Billboard Hot 100, tornando-se seu primeiro single no Top 20 nos Estados Unidos. A canção é também a maior canção até agora desta parada por um artista islandês. Em 21 de julho de 2012, a canção superou a lista de músicas alternativas e manteve-se em uma segunda semana e, finalmente, classificado como o terceiro maior sucesso na lista de fim de ano. "Little Talks" mais tarde, foi certificado platina nos Estados Unidos, tornando-se sua primeira canção a ser certificado platina. A canção foi listada por 48 semanas.

## Videoclipe
O videoclipe foi lançado ao público através do YouTube em 2 de fevereiro de 2012.
Começa com cinco marinheiros no céu (interpretados pelos membros masculinos da banda) avistando algo caindo do céu. Quando eles investigam, o objeto se divide  e se abre, ao abrir, revela uma bela criatura feminina (interpretada por Nanna Bryndis Hilmarsdóttir). Ela se junta aos marinheiros em seu navio, mas eles são atacados por um enorme pássaro de duas cabeças. A senhora magicamente vence o pássaro, mas o navio é destruído, forçando os marinheiros e a senhora a continuar a pé em uma caverna. Quando eles entram, eles são confrontados por outra besta, que é mais uma vez derrotada pela senhora. Eles saem da caverna e começam a atravessar um rio congelado, mas o gelo quebra, mergulhando-os nas profundezas frígidas e nas garras de um monstro marinho. A senhora some com o monstro, e eles usam um iceberg flutuante para subir para o céu, onde eles são encontrados por um enorme animal vestido com as mesmas cores que a criatura feminina, quem sorri e reúne-se com seu povo quando a canção termina.
O vídeo foi criado pela empresa de produção WeWereMonkeys que também produziu o vídeo "King and Lionheart" da banda.
O videoclipe foi nomeado para o MTV Video Music Awards de 2012 para Melhor Direção de Arte em um Vídeo, mas perdeu para "Wide Awake", a música de Katy Perry.

## Tabelas
| Paradas (2011–14)                                       | Melhor posição |
| ------------------------------------------------------- | -------------- |
| Austrália (ARIA)                                        | 7              |
| Áustria (Ö3 Austria Top 75)                             | 9              |
| Bélgica (Ultratop 50 de Flandres)                       | 3              |
| Bélgica (Ultratop 50 da Valônia)                        | 11             |
| Canadá (Canadian Hot 100)                               | 55             |
| Canadá (Canadian Alternative Rock)                      | 2              |
| República Checa (Rádio Top 100)                         | 2              |
| Eueropa (Euro Digital Songs)                            | 9              |
| França (SNEP)                                           | 29             |
| O campo songid é OBRIGATÓRIO PARA PARADA ALEMÃ          | 5              |
| Islândia (Tónlist)                                      | 1              |
| Irlanda (IRMA)                                          | 1              |
| Itália (FIMI)                                           | 3              |
| Japão (Japan Hot 100)                                   | 72             |
| Luxemburgo (Billboard)                                  | 6              |
| México (Billboard)                                      | 1              |
| Países Baixos (Dutch Top 40)                            | 16             |
| Nova Zelândia (Recorded Music NZ)                       | 4              |
| Polónia (Polish Airplay Top 100)                        | 4              |
| Escócia (Scottish Singles Chart)                        | 12             |
| ERRO: DEVE FORNECER ano PARA TABELA eslovaca            | 6              |
| Espanha (PROMUSICAE)                                    | 21             |
| Suécia (Sverigetopplistan)                              | 21             |
| Suíça (Schweizer Hitparade)                             | 24             |
| Reino Unido (UK Singles Chart)                          | 12             |
| Estados Unidos (Billboard Hot 100)                      | 20             |
| Estados Unidos (Billboard Hot Rock & Alternative Songs) | 3              |
| Estados Unidos (Billboard Rock Airplay)                 | 3              |
| Estados Unidos (Billboard Adult Alternative Songs)      | 1              |
| Estados Unidos (Billboard Alternative Airplay)          | 1              |
| Estados Unidos (Billboard Adult Contemporary)           | 20             |
| Estados Unidos (Billboard Adult Top 40)                 | 6              |
| Estados Unidos (Billboard Mainstream Top 40)            | 18             |
| Venezuela (Record Report)                               | 108            |

| Região                                                                                             | Certificação | Vendas                                    |
| -------------------------------------------------------------------------------------------------- | ------------ | ----------------------------------------- |
| Austrália (ARIA)                                                                                   | 5× Platina   | 350 000^                                  |
| Áustria (IFPI Áustria)                                                                             | Ouro         | 15 000*                                   |
| Bélgica (BEA)                                                                                      | Platina      | 0*                                        |
| Canadá (Music Canada)                                                                              | Platinum     | Erro de expressão: Falta operando para *^ |
| Alemanha (BVMI)                                                                                    | 3× Ouro      | 450 000^                                  |
| Itália (FIMI)                                                                                      | Platina      | 30 000*                                   |
| Nova Zelândia (RMNZ)                                                                               | 2× Platina   | 30 000*                                   |
| Suécia (GLF)                                                                                       | Platina      | 0^                                        |
| Suíça (IFPI Suíça)                                                                                 | Ouro         | 10 000^                                   |
| Estados Unidos (RIAA)                                                                              | 3× Platina   | 3 000 000^                                |
| *números de vendas baseados somente na certificação ^distribuições baseadas apenas na certificação |              |                                           |

| Gráfico (2012)                     | Topo posição |
| ---------------------------------- | ------------ |
| Austrália (ARIA)                   | 38           |
| Bélgica (Ultratop 50 Flanders)     | 11           |
| Polônia (ZPAV)                     | 49           |
| Estados Unidos (Rock Songs)        | 7            |
| Estados Unidos (Alternative Songs) | 3            |

| Gráfico (2013)                     | Posição |
| ---------------------------------- | ------- |
| Nova Zelândia (Recorded Music NZ)  | 37      |
| Espanha (PROMUSICAE)               | 44      |
| Estados Unidos (Billboard Hot 100) | 65      |

## Nomeações
| Ano  | Recipiente   | Categoria                                     | Resultado |
| ---- | ------------ | --------------------------------------------- | --------- |
| 2012 | Little Talks | MTV Video Music Award: Melhor Direção de Arte | Indicado  |